# Тайкудык
Тайкудык (каз. Тайқұдық) — село в Рыскуловском районе Жамбылской области Казахстана. Входит в состав Корагатинского сельского округа. Код КАТО — 315037900.

## Население
В 1999 году население села составляло 69 человек (38 мужчин и 31 женщина). По данным переписи 2009 года, в селе проживал 81 человек (36 мужчин и 45 женщин).